# SStB Vindobona

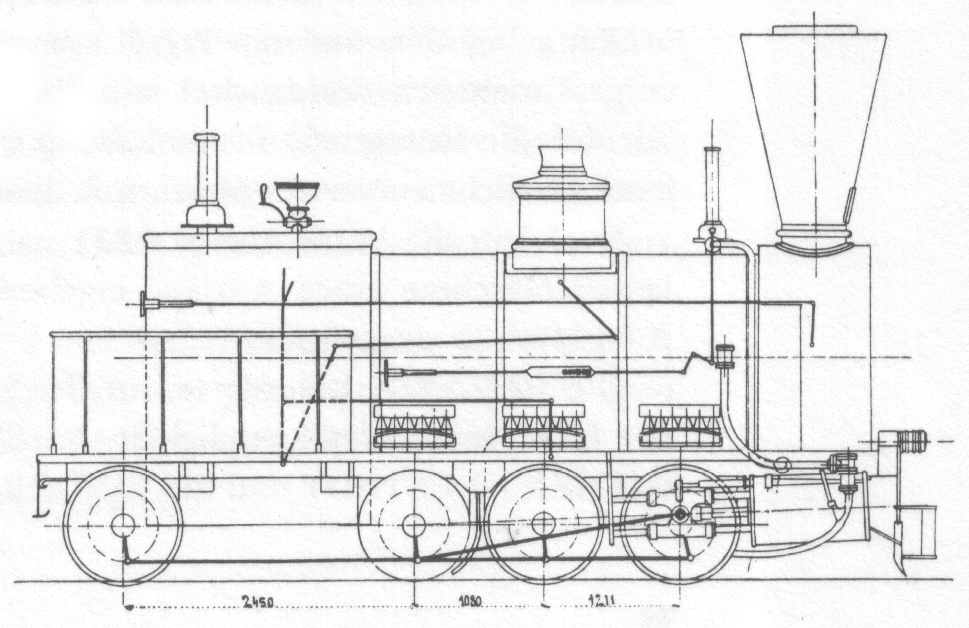
SB „Vindobona“ átépítés előtt

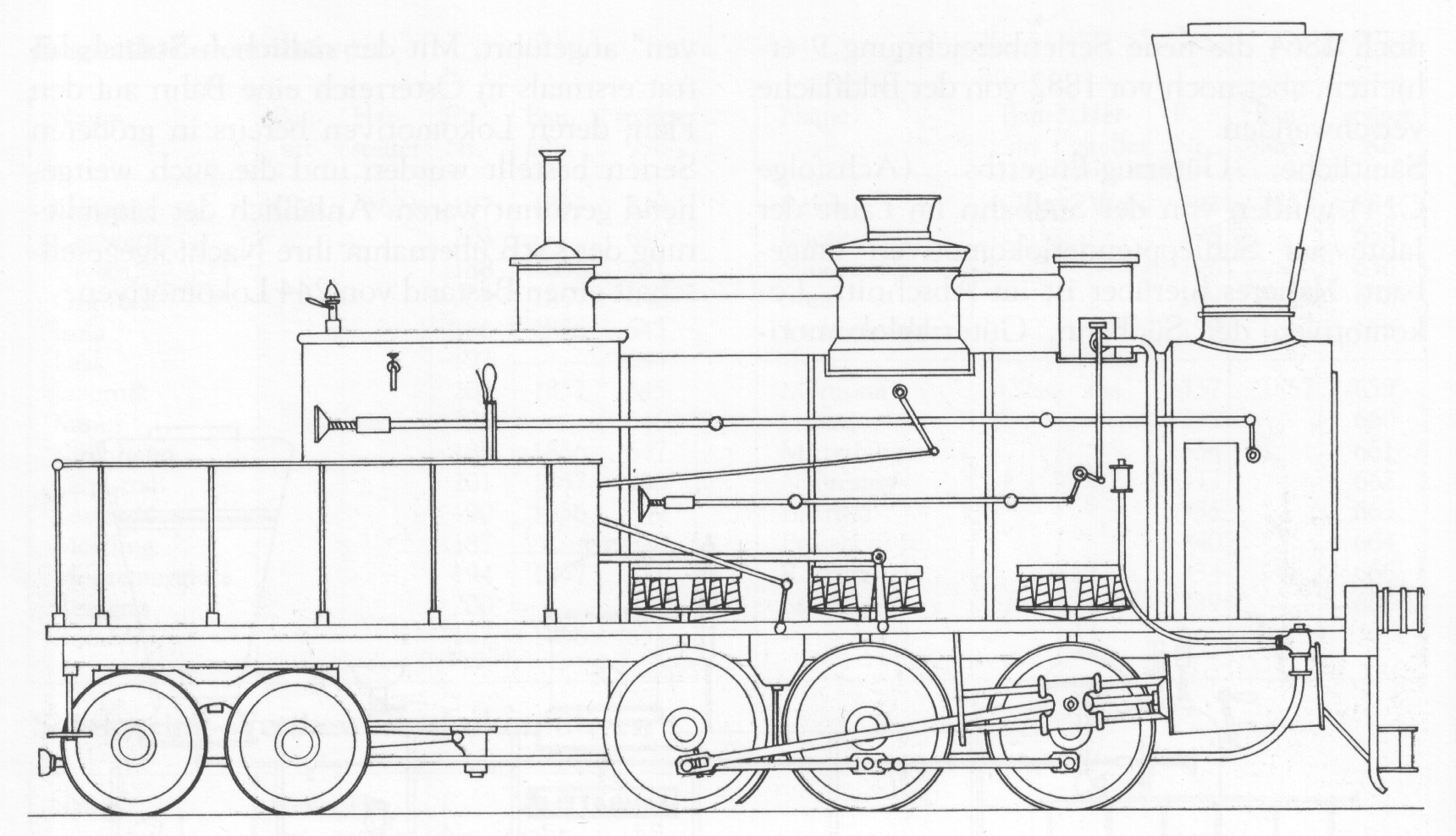
SB „Vindobona“ átépítés után

Az SStB VINDOBONA egy tehervonati gőzmozdony volt a Südliche Staatsbahn-nál (SStB). A mozdonyt az 1851 évi Semmering-versenyre  építette a Bécs-Győr Vasút Mozdonygyára (Win-Raaberbahn, WRB) Bécsben. További három mozdony vett még részt a Semmeringbahn versenyen, az BAVARIA, az SERAING és az NEUSTADT.

## Története
A „VINDOBONA“ eredetileg C tengelyelrendezéssel készült. A mérlegeléskor azonban kiderült, hogy az első tengely terhelése meghaladja a versenyben előírt értéket, így az első tengelyek közé egy további tengelyt építettek be. Az utolsó kerékpár a tűztér mögé került.
A versenyben a teljesítménypróbákon a mozdony minden paraméternek megfelelt, de a  felvonultatott négy gép közül a leggyengébb volt, így csak a negyedik helyen végzett. Az állam 8000 (arany)dukátért vásárolta meg.
A versenyen elért szerény eredmény ellenére, amit John Haswell ezzel a mozdonnyal elért, mely első konstrukciója volt, úttörő újításokat valósított meg, melyek  például szolgáltak a további hegyi gőzmozdonyok építésénél. Így például Haswell felhasználta azt a tényt, hogy ha egy mozdony üresen fut és a vezérlés ellenmenetbe van állítva, levegőt szív be és sűrít mintegy fékként. Később a Riggenbach ellennyomásfék is Haswell ezen elfeledett találmányának tökéletesítése.
A korai mozdonyok között a  VIROBONA belső tűztérmennyezetének tartóhorgonyait csavarokkal helyettesítették. Ez a megoldás később gyakran Belpaire tűzszekrény név alatt alkalmazták.
Amikor kiderült, hogy a VINDOBONA nagy merev tengelytávolsága ívben erősen rongálja a síneket, Haswell a hátsó tengely helyett egy kéttengelyes forgóvázat alkalmazott, de nem a szokásos módon, amikor a két tengely közötti csapon fordult el, hanem egy vonórudat szerelt fel, melynek forgáspontja messze elöl volt. Eltekintve a visszatérítéstől, ez ugyanaz volt, mint amit 1857-ben Amerikában Bissel-alvázként szabadalmaztattak.
Ezelőtt az átépítés előtt Haswell már változtatott a kazánon. A gőzteret kicsinek találta ahhoz, hogy megfelelő száraz gőzt termeljen, Haswell ezért még két gőzdómot rakott fel, egyet az állókazánra és egyet a hosszkazánra a kémény mögé. Ezeket egy csővel összekötötte az eredeti gőzdómmal. Ezzel a gőztér jelentősen megnőtt, így a gőz anélkül jutott el a szabályzóhoz, hogy a víztükörrel érintkezett volna, s így nem tudott onnan vizet elszakítani. Később szinte valamennyi osztrák mozdonyon ezt, vagy ehhez hasonló gőzdómelrendezést használtak.
A VIROBONA még ezekkel az átalakításokkal sem felelt meg a Semmeringbahni üzemre. A kis kerekek, a kazán ovális keresztmetszete és a kis tapadósúly végül oda vezetett, hogy a mozdonyt elbontották. A kazánját még néhány évig a Laibach-i műhelynél fűtőkazánnak használták.

## Fordítás
- Ez a szócikk részben vagy egészben  a   SStB – Vindobona című német Wikipédia-szócikk fordításán alapul.  Az eredeti cikk szerkesztőit annak laptörténete sorolja fel. Ez a jelzés csupán a megfogalmazás eredetét és a szerzői jogokat jelzi, nem szolgál a cikkben szereplő információk forrásmegjelöléseként. - Az eredeti szócikk forrásai szintén ott találhatóak.